# Chiesa di San Biagio Vescovo e Martire (Fiavé)
La chiesa di San Biagio vescovo e martire è una chiesa sussidiaria a Favrio, frazione di Fiavé, in Trentino. Risale al XV secolo.

## Storia
Nella località di Favrio la chiesa di San Biagio venne citata una prima volta nel 1492, e nei secoli XVI e XVI fu oggetto di interventi per ornare con affreschi la cappella dedicata alla Madonna. In seguito l'edificio venne arricchito della parte absidale ed ampliato in varie occasioni.
Divenne primissaria della pieve di Vigo Lomaso nel 1790.
Nel XIX secolo venne sopraelevata la torre campanaria, e subito dopo ottenne le concessioni sia del fonte battesimale sia della custodia eucaristica.
Tutto l'edificio negli anni successivi venne sopraelevato con conseguente rifacimento del tetto.
All'inizio del XX secolo fu consolidata tutta l'area sulla quale appoggia la chiesa, fu sistemato il sagrato e si procedette alla costruzione di una nuova sagrestia.
Durante il primo conflitto mondiale gli austriaci confiscarono le campane quindi, nel primo dopoguerra del XX secolo, nel 1928, queste furono sostituite da altre fuse appositamente.
Tra il 1975 e il 2005 l'edificio venne interessato da restauri sia interni sia esterni, ristrutturazioni ed adeguamenti strutturali ed impiantistici.
Nel corso di alcuni di questi interventi, nel 1978, vennero rinvenuti interessanti frammenti di affresco che stavano nella cappella dedicata alla Madonna.

## Descrizione

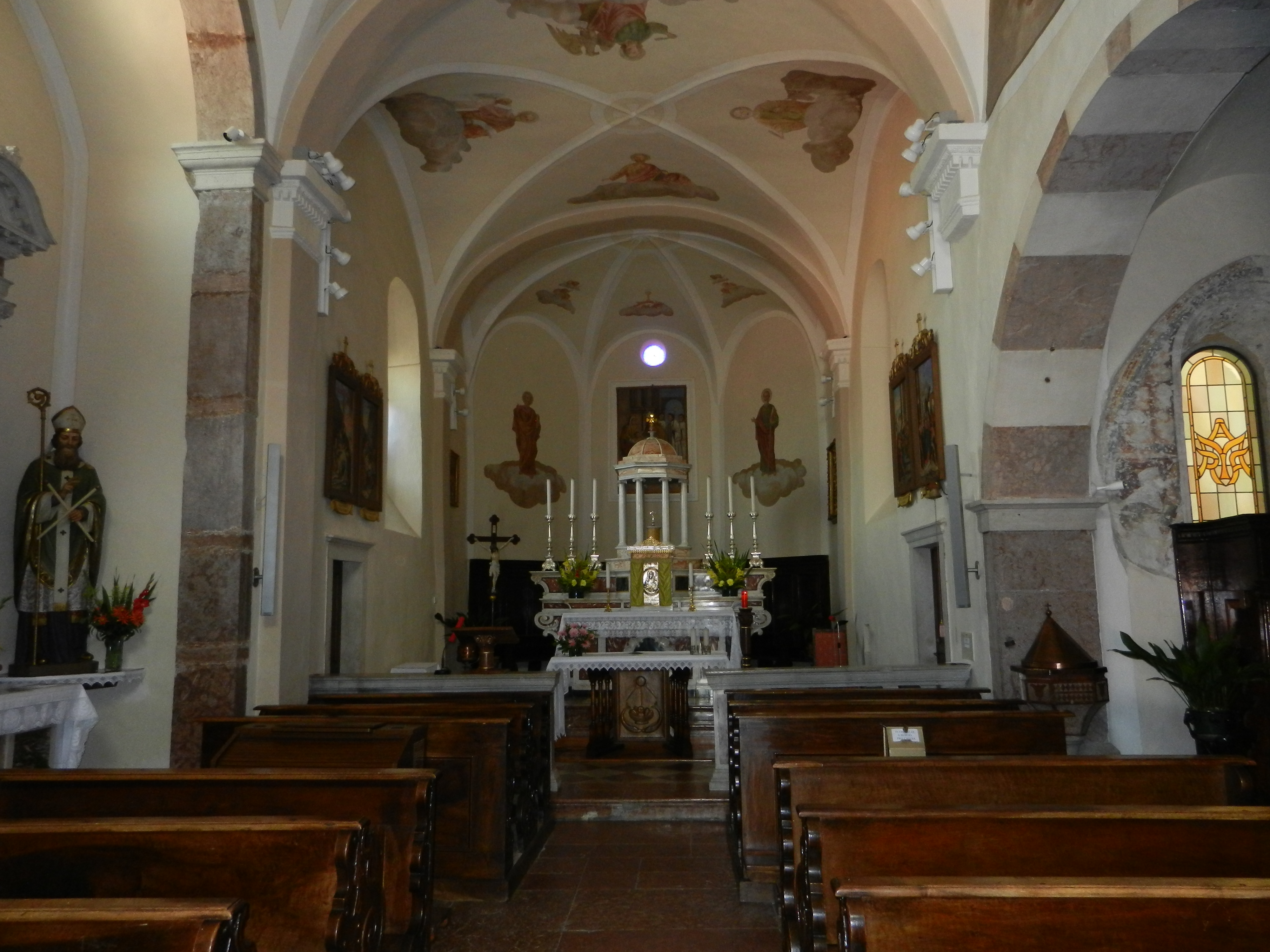
Interno della chiesa

Il tempio si trova in posizione elevata sull'abitato di Favrio. Il suo prospetto principale, con orientamento verso est, è a capanna con due spioventi. Il portale è classicheggiante e in stile seicentesco, con due colonne che reggono un frontone triangolare. Al centro della facciata si trova una finestra e semiluna e in alto un affresco in cornice arrotondata.
La torre campanaria è in pietra con la parte superiore poligonale.
La navata interna è unica con volta a crociera. Sono presenti due cappelle laterali e la parte del presbiterio, che è leggermente rialzata, ha come la sala una volta a crociera.
La pala dell'altar maggiore è opera novecentesa di G. Chinati.